# 하노이 증권거래소

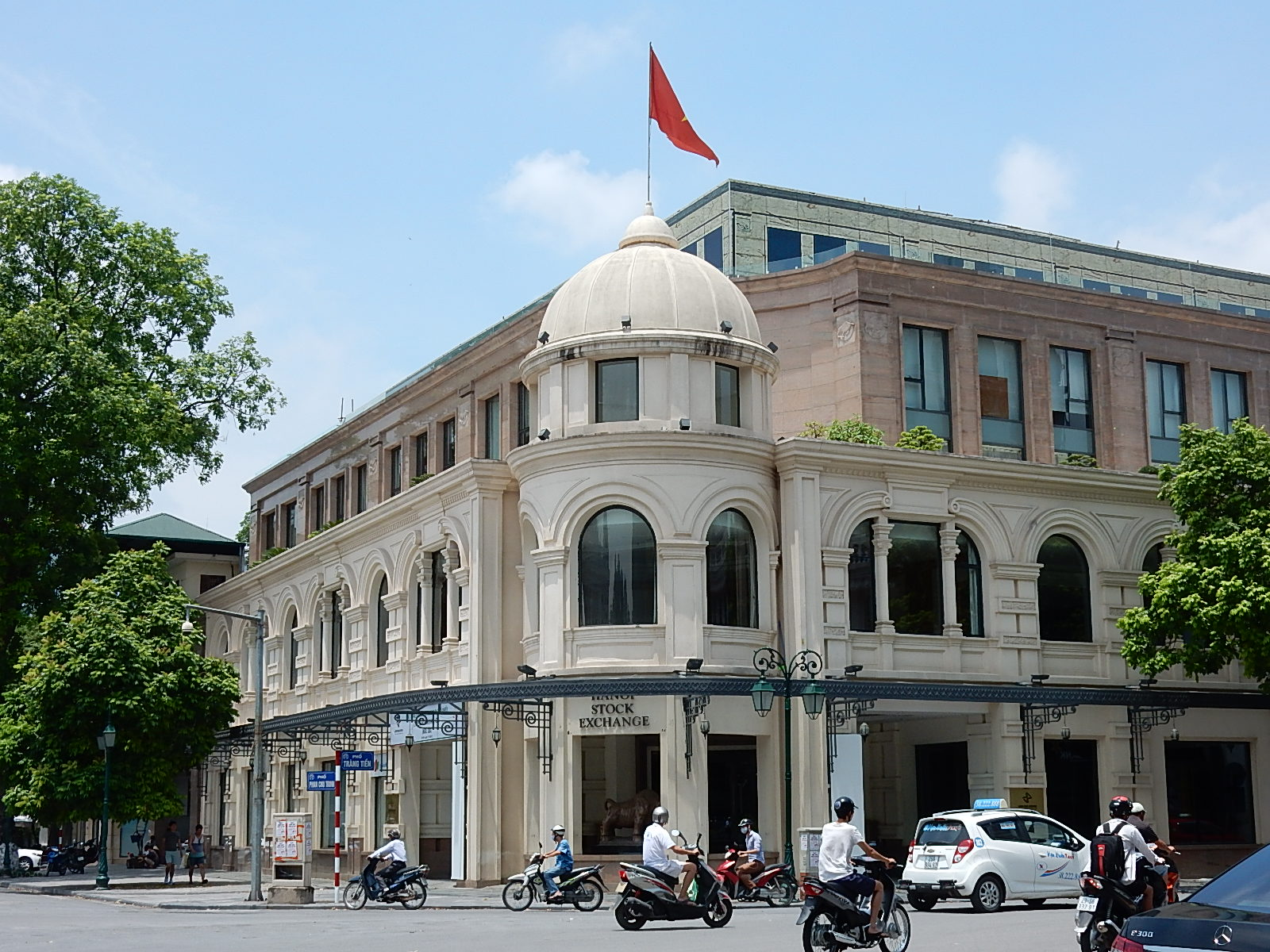

하노이 증권거래소(HNX, 영어: Hanoi Stock Exchange)는 베트남 하노이에서 2005년 3월 8일에 문을 연 증권거래소이다. 개명하기 전인 2009년 이전에는 하노이 증권거래센터(Hanoi STC, 영어: Hanoi Securities Trading Center, 베트남어: Sở Giao dịch Chứng khoán Hà Nội 서자오직쯩코안 하노이[*])로 불렸다. 2005년 7월 호찌민 증권거래소에 이어 두번째로 설립된 거래소로 설립 당시에는 6종목이 있었다.
2015년 5월 18일, HNX는 태국 증권거래소(SEC)에서 주최 한 SSE 지역 대화의 일환으로 유엔 주도의 지속가능한 증권거래소 이니셔티브(SSE, Sustainable Stock Exchanges Initiative)에 가입하였다.
2020년부터는 모든 주식 거래는 호찌민 증권거래소(HOSE)로 이관될 예정이며, 하노이 증권거래소는 채권(bond)에 집중할 계획이다. 베트남 정부는 2020년까지 별도의 국영 베트남 증권거래소(VSE, Vietnam Stock Exchange)를 설립해 두 증권거래소를 별도로 관리하기로 했다. VSE는 2023년 이후 민영화 작업에 착수하게 된다.

## 같이 보기
- 호찌민 증권거래소